# アイヤーヴァリ

アイヤーヴァリのシンボルであるハスの花の標章の一つ

アイヤーヴァリ（Ayyāvaḻi, [əjːaːvəɻi] ( 音声ファイル), タミル語: அய்யாவழி, マラヤーラム語: അയ്യാവഴി, 英語: Ayyavazhi）は、19世紀に南インドで興った単一神教的宗教である。独自の一元論的宗教であるとして、新聞報道、政府等官公庁の報告書、雑誌、学術研究者に言及されているが、インド政府が実施するセンサスにおいては、信者の大多数が「ヒンドゥー教徒」と回答するため、ヒンドゥー教の一宗派であるとも思われている。なお、「アイヤーヴァリ」は 文字通りには「尊師への道程」「グルになる方法」を意味する。
宗教運動としてのアイヤーヴァリは、ヒンドゥー教の枠組み内での宗教改革として始まった。創始者はアイヤー・ヴァイクンダル。ヴァイクンダルの活動と、その信奉者の増加は当時のトラヴァンコール王国の人々に社会改革と精神的な革命をもたらし、タミル社会にも波及した。このことは南インドの封建的な社会システムに驚きを与えた。ヴァイクンダルのアイヤーヴァリ運動は、その後に、ナーラーヤナ・グルや ラーマリンガ・スワミガルの運動など、数多くの社会改革運動が発生するきっかけになった。
21世紀現在、アイヤーヴァリの信徒分布はインド全土に広がっているが、基本的に南インド中心であり、特にタミル・ナードゥ州とケーララ州に集中している。アイヤーヴァリの教えを実践している信者数は、800万人から、1000万人の間と推定されるが、人口統計調査においてアイヤーヴァリ信者がヒンドゥー教徒と扱われるため、正確な信者数は不明である。
アイヤーヴァリにはヒンドゥー教と共通する思想や儀礼も多いが、善悪の概念やダルマ（法）の概念についてはかなり異なっている。アイヤーヴァリの教義の中心は、『アキラッティラットゥ・アンマーナイ』及び『アルル・ヌール』の聖典二書に著されたヴァイクンダルの思想にある。アイヤーヴァリの思想は、ダルマを中心に展開され、ヴァイクンダルはナーラーヤナ神の真の化身であったと信じられている。